# Структура федеральных органов исполнительной власти России (2008—2012)
Структура федеральных органов исполнительной власти (термин конституционного права) представляет собой перечень всех федеральных органов исполнительной власти. Утверждается Президентом Российской Федерации по предложению Председателя Правительства Российской Федерации в соответствии с Конституцией Российской Федерации 1993 г. 
Утверждается с 1994 г. при каждой смене Правительства (в период работы Правительства одного состава в неё вносятся изменения).

## 12 мая 2008 г. — 21 мая 2012 г
Структура федеральных органов исполнительной власти, утвержденная Указом Президента Российской Федерации от 12 мая 2008 г. № 724
I. Федеральные министерства, федеральные службы и федеральные агентства, руководство деятельностью которых осуществляет Президент Российской Федерации, федеральные службы и федеральные агентства, подведомственные этим федеральным министерствам
- Министерство внутренних дел Российской Федерации
  - Федеральная миграционная служба

- Министерство Российской Федерации по делам гражданской обороны, чрезвычайным ситуациям и ликвидации последствий стихийных бедствий

- Министерство иностранных дел Российской Федерации
  - Федеральное агентство по делам Содружества Независимых Государств, по Указу Президента Российской Федерации от 06.09.2008 № 1315 — Федеральное агентство по делам Содружества Независимых Государств, соотечественников, проживающих за рубежом, и по международному гуманитарному сотрудничеству (Россотрудничество)

- Министерство обороны Российской Федерации
  - Федеральная служба по военно-техническому сотрудничеству
  - Федеральная служба по оборонному заказу
  - Федеральная служба по техническому и экспортному контролю
  - Федеральное агентство по поставкам вооружения, военной, специальной техники и материальных средств (введено по Указу Президента РФ от 14.05.2010 № 589)
  - Федеральное агентство специального строительства

- Министерство юстиции Российской Федерации
  - Федеральная служба исполнения наказаний
  - Федеральная служба судебных приставов

- Государственная фельдъегерская служба Российской Федерации (федеральная служба)

- Служба внешней разведки Российской Федерации (федеральная служба)

- Федеральная служба безопасности Российской Федерации (федеральная служба)

- Федеральная служба Российской Федерации по контролю за оборотом наркотиков (федеральная служба)

- Федеральная служба охраны Российской Федерации (федеральная служба)
- Главное управление специальных программ Президента Российской Федерации (федеральное агентство)

- Управление делами Президента Российской Федерации (федеральное агентство)

II. Федеральные министерства, руководство деятельностью которых осуществляет Правительство Российской Федерации, федеральные службы и федеральные агентства, подведомственные этим федеральным министерствам
- Министерство здравоохранения и социального развития Российской Федерации
  - Федеральная служба по надзору в сфере защиты прав потребителей и благополучия человека
  - Федеральная служба по надзору в сфере здравоохранения и социального развития
  - Федеральная служба по труду и занятости
  - Федеральное медико-биологическое агентство

- Министерство культуры Российской Федерации
  - Федеральная служба по надзору за соблюдением законодательства в области охраны культурного наследия (упразднена Указом Президента РФ от 08.02.2011 № 155)
  - Федеральное архивное агентство

- Министерство образования и науки Российской Федерации
  - Федеральная служба по интеллектуальной собственности, патентам и товарным знакам, по Указу Президента Российской Федерации от 24.05.2011 № 673 — Федеральная служба по интеллектуальной собственности; тем же Указом подчинена Правительству РФ
  - Федеральная служба по надзору в сфере образования и науки
  - Федеральное агентство по науке и инновациям (упразднено Указом Президента Российской Федерации от 04.03.2010 № 271)
  - Федеральное агентство по образованию (упразднено Указом Президента Российской Федерации от 04.03.2010 № 271)

- Министерство природных ресурсов и экологии Российской Федерации
  - Федеральная служба по гидрометеорологии и мониторингу окружающей среды
  - Федеральная служба по надзору в сфере природопользования
  - Федеральная служба по экологическому, технологическому и атомному надзору (подчинена Правительству РФ Указом Президента Российской Федерации от 23.06.2010 № 780)
  - Федеральное агентство водных ресурсов
  - Федеральное агентство по недропользованию

- Министерство промышленности и торговли Российской Федерации
  - Федеральное агентство по техническому регулированию и метрологии

- Министерство регионального развития Российской Федерации

- Министерство связи и массовых коммуникаций Российской Федерации
  - Федеральная служба по надзору в сфере связи и массовых коммуникаций, по Указу Президента РФ от 03.12.2008 № 1715 — Федеральная служба по надзору в сфере связи, информационных технологий и массовых коммуникаций
  - Федеральное агентство по информационным технологиям (упразднено Указом Президента РФ от 25.08.2010 № 1060)
  - Федеральное агентство по печати и массовым коммуникациям
  - Федеральное агентство связи

- Министерство сельского хозяйства Российской Федерации
  - Федеральная служба по ветеринарному и фитосанитарному надзору
  - Федеральное агентство лесного хозяйства (подчинено Правительству РФ Указом Президента Российской Федерации от 27.08.2010 № 1074)
  - Федеральное агентство по рыболовству (подчинено Правительству РФ Указом Президента Российской Федерации от 30.05.2008 № 863)

- Министерство спорта, туризма и молодежной политики Российской Федерации
  - Федеральное агентство по делам молодёжи
  - Федеральное агентство по туризму
  - Федеральное агентство по физической культуре и спорту (упразднено Указом Президента Российской Федерации от 07.10.2008 № 1445)

- Министерство транспорта Российской Федерации
  - Федеральная аэронавигационная служба (упразднена по Указу Президента Российской Федерации от 11.09.2009 № 1033)
  - Федеральная служба по надзору в сфере транспорта
  - Федеральное агентство воздушного транспорта
  - Федеральное дорожное агентство
  - Федеральное агентство железнодорожного транспорта
  - Федеральное агентство морского и речного транспорта

- Министерство финансов Российской Федерации
  - Федеральная налоговая служба
  - Федеральная служба страхового надзора (присоединена к Федеральной службе по финансовым рынкам Указом Президента Российской Федерации от 04.03.2011 № 270)
  - Федеральная служба финансово-бюджетного надзора
  - Федеральное казначейство (федеральная служба)

- Министерство экономического развития Российской Федерации
  - Федеральная служба по аккредитации (введена по Указу Президента РФ от 24.01.2011 № 86)
  - Федеральная служба государственной статистики
  - Федеральная регистрационная служба, по Указу Президента Российской Федерации от 25.12.2008 № 1847 — Федеральная служба государственной регистрации, кадастра и картографии
  - Федеральное агентство геодезии и картографии (присоединено к Росреестру по Указу Президента Российской Федерации от 25.12.2008 № 1847)
  - Федеральное агентство по государственным резервам
  - Федеральное агентство кадастра объектов недвижимости (присоединено к Росреестру по Указу Президента Российской Федерации от 25.12.2008 № 1847)
  - Федеральное агентство по управлению государственным имуществом
  - Федеральное агентство по управлению особыми экономическими зонами (упразднено Указом Президента РФ от 05.10.2009 № 1107)

- Министерство энергетики Российской Федерации

III. Федеральные службы и федеральные агентства, руководство деятельностью которых осуществляет Правительство Российской Федерации
- Федеральная антимонопольная служба
- Федеральная служба по интеллектуальной собственности (введена Указом Президента РФ от 24.05.2011 № 673)
- Федеральная служба по регулированию алкогольного рынка (введена Указом Президента РФ от 31.12.2008 № 1883)
- Федеральная таможенная служба
- Федеральная служба по тарифам
- Федеральная служба по финансовому мониторингу
- Федеральная служба по финансовым рынкам
- Федеральная служба по экологическому, технологическому и атомному надзору (введена Указом Президента РФ от 23.06.2010 № 780)
- Федеральное космическое агентство
- Федеральное агентство лесного хозяйства (введено Указом Президента РФ от 27.08.2010 № 1074)
- Федеральное агентство по обустройству государственной границы Российской Федерации
- Федеральное агентство по поставкам вооружения, военной, специальной техники и материальных средств (подчинено Министерству обороны Российской Федерации Указом Президента РФ от 14.05.2010 № 589)
- Федеральное агентство по рыболовству (введено Указом Президента РФ от 30.05.2008 г. № 863)